# Johann Christian von Hofenfels

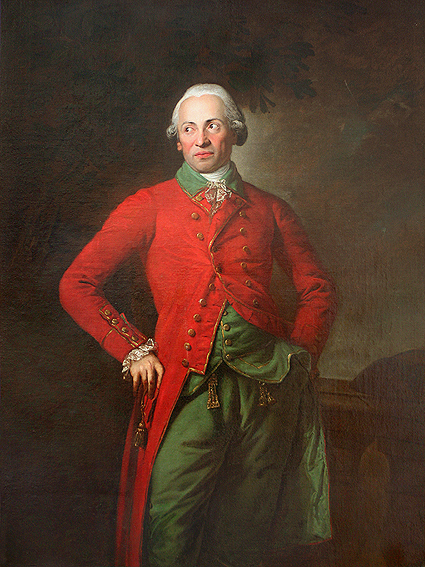
Johann Christian von Hofenfels. Porträt von Anton Graff. Gemalt 1783/84 anlässlich des Besuchs des Ehepaars von Hofenfels in Dresden

Johann Christian Freiherr von Hofenfels (* 25. Dezember 1744 in Kusel als Johann Christian Simon; † 24. Juli 1787 in Zweibrücken) war Minister, Staatsmann und Diplomat in Diensten des Herzogs Karl II. August von Pfalz-Zweibrücken. Er verhinderte den Anschluss einiger Teile Bayerns an Österreich und war maßgeblich an der Gründung des deutschen Fürstenbundes  beteiligt.

## Leben
Johann Christian Simon wurde am 25. Dezember 1744 als ältester Sohn des lutherischen Pfarrers Johann Jakob Simon und seiner Ehefrau Charlotte Magdalene Wishan im Pfarrhaus von Kusel geboren. Drei Jahre später übersiedelte die Familie nach Dielkirchen in der Nordpfalz. Welche Schulen Simon besucht hat, ist ungewiss. 1765 immatrikulierte er sich zum Studium der Rechtswissenschaften an der Universität Jena. Nach Abschluss des Studiums trat er in die Dienste des Herzogs Christian IV. von Pfalz-Zweibrücken ein und machte rasch Karriere. Nach dem Tod Christians IV. 1775 übernahm dessen Neffe und Nachfolger Herzog Karl II. August ihn in seine Dienste.
Simon suchte nun um Erhebung in den Adelsstand an. Am 15. April 1776 wurde Simon von Kaiser Joseph II. in den erblichen Adelsstand erhoben und führte fortan den Namen Johann Christian Freiherr von Hofenfels. Der Name (dem Hof ein Fels) leitet sich ab aus der Bibelstelle, wonach Simon der Fels war, auf den Jesus seine Kirche gründete. Als Wappenspruch wählte Hofenfels „In Treue fest“.
Hofenfels durchlief die Beamtenlaufbahn am herzoglichen Hof und wurde Minister. Sein Geschäftsbereich wurde den jeweiligen Erfordernissen angepasst, konzentrierte sich aber auf die Bereiche Finanzen und Äußere Angelegenheiten. Als Diplomat bereiste er Frankreich, Bayern, Sachsen, Preußen, Böhmen und Mähren, sowie mehrere kleinere Herzog- und Fürstentümer. Er selbst bezeichnete sich als voyageur politique.
Am 26. Oktober 1779 schenkte ihm Herzog Karl II. für seine Verdienste bei der Regelung der bayerischen Erbschaft die beiden freiadligen Hofgüter Kirchheimer Hof und Kahlenberger Hof bei Breitfurt.
Am 10. April 1781 heiratete Hofenfels die 17-jährige Friederike Luise von Closen zu Haidenburg, Tochter des verstorbenen Generals in französischen Diensten von Closen-Haidenburg und Nichte des Ersten Ministers am zweibrückischen Hof Ludwig von Esebeck. Der erste Sohn des Ehepaares Hofenfels wurde am 24. April 1782 geboren, starb aber bereits nach einem Tag. Ein weiterer Sohn kam im Mai 1784 zur Welt und wurde auf den Namen Karl August Friedrich Ludwig Ewald getauft. Die Patenschaft übernahm Herzog Karl II. August.
Hofenfels litt lange Zeit an Magenproblemen. Möglicherweise haben ihm die unzähligen, meist Tage langen Kutschfahrten, die er als Reisender in politischen Angelegenheiten kreuz und quer durch Mitteleuropa unternehmen musste, gesundheitlich sehr zugesetzt. Von seiner letzten Frankreichreise 1786 kehrte er als schwer kranker Mann zurück. Hofenfels starb am 24. Juli 1787 im Alter von 42 Jahren in Zweibrücken an „Auszehrung“. Die Geburt seiner Tochter Amalie Karoline Luise Friederike im September 1787 hat er nicht mehr erlebt.

## Wirken
Im September 1776 wurde Hofenfels als Regierungsrat in das Ministerium des Herzogtums Pfalz-Zweibrücken berufen. Ihm fiel die Aufgabe zu, das von Betrug und Unordnung zerrüttete Bergwesen zu sanieren. Erste Erfahrungen in der Diplomatie erwarb er sich bei der Regelung der Erbansprüche von Marianne Camasse, der Witwe von Christian IV., gegen das Herzogtum und beim Abschluss der Schwetzinger Familienverträge, die zwischen Kurfürst Karl Theodor von der Pfalz und Herzog Karl II. August von Pfalz-Zweibrücken geschlossen wurden.
Im Januar 1778 fuhr Hofenfels im Auftrag des Herzogs nach München. Karl Theodor hatte nach dem Tod des Kurfürsten Maximilian III. Joseph den bayerischen Thron geerbt und sich mit Kaiser Joseph II. wegen dessen ebenfalls aus uralter Zeit herrührenden Erbansprüchen verglichen. Bayern sollte aufgeteilt werden. Über die Inbesitznahme bayerischen Bodens war am 3. Januar 1778 zwischen Kaiser und Kurfürst ein Vertrag geschlossen worden, der Rechtsgültigkeit erlangen sollte, sobald er vom Thronfolger auf die bayerische Kurwürde, Herzog Karl II. August, unterzeichnet werden würde. Wenige Tage vor Hofenfels’ Eintreffen waren österreichische Truppen ins Kurfürstentum einmarschiert. Die Rechtmäßigkeit des Einmarschs wurde von Seiten des habsburgischen Kaisers Joseph II. mit einer Urkunde des Königs Sigismund aus dem Jahr 1426 begründet. Hofenfels, der die Nachteile für die Wittelsbacher erkannte, leistete Widerstand und überzeugte Karl II. August, den Vertrag nicht zu unterzeichnen. Stattdessen brachte man die Angelegenheit vor den Reichstag in Regensburg, während Hofenfels sich mit der Bitte um Hilfe an den preußischen König Friedrich den Großen wandte. In Regensburg wurde keine Einigung erzielt, doch Preußen erklärte sich zum Beschützer der Interessen von Pfalz-Zweibrücken. Im Juli 1778 marschierten preußische Truppen in Böhmen ein und es kam zum Bayerischen Erbfolgekrieg. Es waren in erster Linie logistische Probleme, die dazu führten, dass es zu keinen nennenswerten Kampfhandlungen kam. So wurde der Krieg durch den Frieden von Teschen, an dessen Verhandlungen Hofenfels maßgeblich beteiligt war, am 13. Mai 1779 beendet. Der Vertrag vom 3. Januar 1778 wurde für ungültig erklärt und Bayern blieb dadurch zum größten Teil dem Haus Wittelsbach erhalten. Das Innviertel musste an Österreich abgetreten werden.
Zurück in Zweibrücken widmete sich Hofenfels den zerrütteten Finanzen des Herzogtums. Karl II. August hatte von seinem Onkel und Vorgänger Christian IV. große Schulden übernommen, die zum Teil noch aus dem Dreißigjährigen Krieg stammten. Zu Hofenfels’ Leidwesen eiferte der Herzog in seiner Prunk- und Verschwendungssucht den französischen Königen nach. Die Finanzreform, die Hofenfels erarbeitet hatte, und seine Ermahnungen zur Sparsamkeit wurden bei Hofe mit Missfallen aufgenommen, da Karl II. August unterdessen den Maler und Architekten Johann Christian von Mannlich mit dem Bau eines neuen Residenzschlosses bei Homburg beauftragt hatte. Schloss Carlsberg entwickelte sich in den folgenden Jahren zu einer der imposantesten Anlagen des 18. Jahrhunderts in Europa, bevor es 1793 von französischen Revolutionstruppen geplündert und bis auf die Grundmauern niedergebrannt wurde.
Intrigen und Verleumdungen der Zweibrücker Hofgesellschaft, die von der Obersthofmeisterin und Mätresse des Herzogs, Caroline Auguste von Esebeck, angeführt wurde, zermürbten Hofenfels. Im Oktober 1782 zog er sich aus dem Finanzsektor zurück und wechselte ins Außenamt.
Nach einem dreimonatigen Aufenthalt am französischen Hof unternahm Hofenfels von Juli bis Dezember 1783 mit seiner Ehefrau Friederike eine Reise durch die deutschen Lande, die ihn bis nach Berlin führte. Friedrich der Große gewährte ihm zwei Audienzen und beschenkte ihn mit einer königlichen Tabaksdose für seine Verdienste. Während dieser Zeit entstand der Plan, einen deutschen Fürstenbund als Gegengewicht zum Kaiser zu gründen. Joseph II. hatte Kurfürst Karl Theodor angeboten, Bayern gegen die österreichischen Niederlande (heute Belgien und Luxemburg) zu tauschen. Hofenfels arbeitete mit Hochdruck daran, diesen Plan zu vereiteln und versuchte, möglichst viele deutsche Fürsten für den Bund zu gewinnen. Auf dem Rückweg von Berlin nach Zweibrücken traf er am Hof des Herzogs Karl August von Weimar mit Goethe zusammen.
Im Juli 1785 schlossen sich Preußen, Hannover und Sachsen zum Drei-Kurfürstenbund zusammen. Drei Monate später traten neben weiteren Fürsten des Reiches Herzog Karl II. August und sein Bruder Maximilian, der spätere König Maximilian I. von Bayern, anlässlich der Hochzeit Maximilians mit der Prinzessin Auguste Wilhelmine Maria von Hessen-Darmstadt, dem neu gegründeten Fürstenbund bei. Damit hatte Hofenfels sein wichtigstes außenpolitisches Ziel erreicht.
Hofenfels’ letzte Reise führte ihn noch einmal für sieben Monate nach Frankreich. Von Paris aus nutzte er seine vielfältigen außenpolitischen Kontakte und vermittelte zwischen Preußen, Österreich und Frankreich im Konflikt um die Öffnung der Schelde in den Niederlanden. Im Dezember 1786 kehrte er nach Zweibrücken zurück und nahm den Freiherrn von Montgelas, der als Mitglied im Illuminatenorden vor den Häschern Karl Theodors aus München hatte fliehen müssen, in seine Obhut. Hofenfels führte Montgelas am zweibrückischen Hof und bei Prinz Maximilian ein. Kurz vor seinem Tod am 24. Juli 1787 vermachte Hofenfels seine über Jahre zusammen getragenen Aufzeichnungen dem späteren bayerischen Minister.

## Bedeutung
Hofenfels’ „Nein“ zum Vertrag vom 3. Januar 1778 zwischen Kaiser Joseph II. und Kurfürst Karl Theodor, das Herzog Karl II. August bewog, als bayerischer Thronfolger den Vertrag abzulehnen, führte zum Bayerischen Erbfolgekrieg. Selbst durch die Drohung des Kaisers, ganz Bayern als erledigtes Reichslehen einzuziehen, ließ sich Hofenfels nicht einschüchtern. Sein politischer Weitblick und seine Loyalität gegenüber dem Haus Wittelsbach rettete Bayern vor dem Zugriff der Habsburger. Hofenfels war die treibende Kraft bei der Gründung des deutschen Fürstenbundes und der Vereitelung des bayerisch-belgischen Tauschprojektes. Es ist anzunehmen, dass seine vergleichenden Analysen des preußischen und des französischen Verwaltungssystems und seine Gedanken über einen modernen Staat zwanzig Jahre nach seinem Tod in der Verfassung des bayerischen Königreichs, die von Graf von Montgelas erarbeitet wurde, ihren Niederschlag fanden.

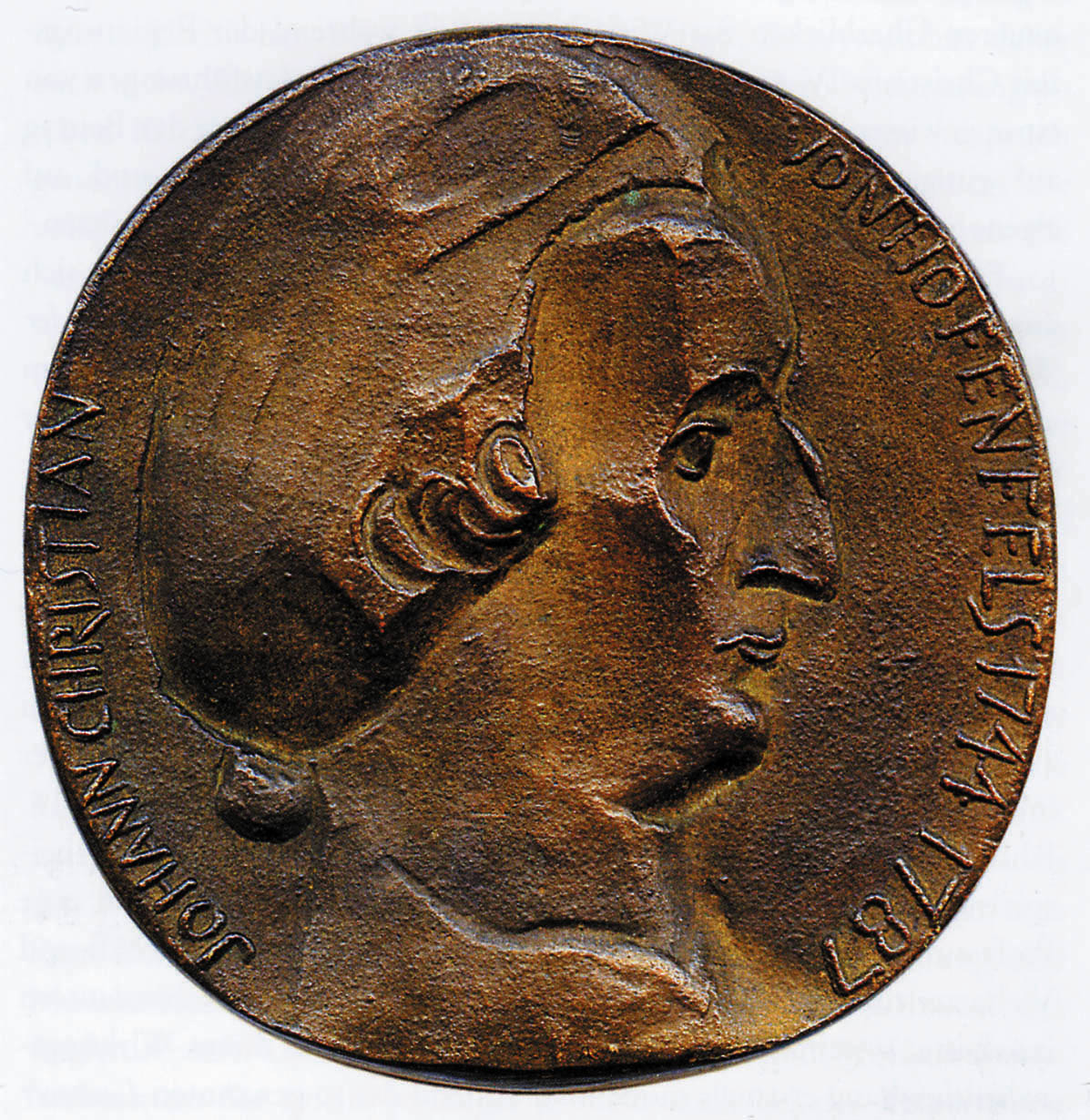
Johann Christian von Hofenfels-Medaille

## Würdigung
Herta Mittelberger legte 1934 ihre Inauguraldissertation zur Erlangung der Doktorwürde der Philosophischen Fakultät der Ludwig-Maximilians-Universität zu München mit dem Titel Johann Christian Freiherr von Hofenfels vor. Im Jahr 2008 würdigte der Schriftsteller Ralf Kurz Leben und Leistung des Ministers und Staatsmannes in seinem Roman Der Diplomat.
Der Bund der Pfalzfreunde verleiht seit 1965 die Johann Christian von Hofenfels-Medaille an Persönlichkeiten, welche die Ziele des Vereins in besonderer Weise unterstützt haben.
In Zweibrücken wurden eine Straße und ein Gymnasium nach Hofenfels benannt.

## Nachkommen
Johann Christian von Hofenfels heiratete 10. April 1781 Friederike Luise von Closen-Heidenburg (1764–1820), einzige Tochter des Generals Karl Christian Wilhelm von Closen (1718–1764). Das Paar hatte drei Kinder. Die Witwe heiratete 1789 den österreichischen Legationsrat Carl Wilhelm von Ludolf. Sie starb 1820 in Wien.
- Sohn (* 24. April 1782; † 25. April 1782)
- Karl August Friedrich Ludwig Ewald (* 6. Mai 1784; † 18. Juni 1839) Landkommissär ⚭  Luise Elisabeth Bruch (* 23. Februar 1785; † 5. Januar 1855)
- Amalie Karoline Luise Friederike (* 9. September 1787; † 16. Mai 1863) ⚭ 4. August 1816 Karl Eduard Hruby-Geleny (Österreichischer Gesandter in Württemberg)  (* 15. Mai 1778; † 2. November 1838)

Amalie starb ohne Nachkommen. Ihr Bruder Karl hatte mehrere Kinder, darunter Friedrich August (* 18. Sept. 1814; † 3. März 1850) verheiratet mit Caroline Amalie von Mannlich (* 30. Dezember 1819; † 5. Oktober 1847, Tochter von Carl von Mannlich) und Julius Philipp (10. August 1818; † 8. Juli 1839).

## Radio-Feature
- Ulrich Zwack: Freiherr von Hofenfels - Porträt eines „voyageur politique“. Radiosendung in der Reihe Bayern 2 – Land und Leute. Bayerischer Rundfunk 2014.

## Belege
1. ↑  Abhandlungen und Materialien zum neuesten deutschen Staatsrechte und Reichsgeschichte, Bd. 6, Berlin und Leipzig 1780. Abdruck der Schenkungsurkunde im Anhang S. 4ff.

| Personendaten    | Personendaten                                                     |
| ---------------- | ----------------------------------------------------------------- |
| NAME             | Hofenfels, Johann Christian von                                   |
| ALTERNATIVNAMEN  | Simon, Johann Christian                                           |
| KURZBESCHREIBUNG | Minister, Staatsmann und Diplomat in Diensten des Herzogs Karl II |
| GEBURTSDATUM     | 25. Dezember 1744                                                 |
| GEBURTSORT       | Kusel                                                             |
| STERBEDATUM      | 24. Juli 1787                                                     |
| STERBEORT        | Zweibrücken                                                       |